# Френк Едгар
Френк Джеймс Едгар (англ. Frank James Edgar; *16 жовтня 1981, Томс Рівер, Нью-Джерсі, США) — американський спортсмен, спеціаліст зі змішаних бойових мистецтв (англ. MMA). Чемпіон світу зі змішаних бойових мистецтв у легкій ваговій категорії за версією UFC (2010—2012 роки).
В межах UFC виступи Едгара сім разів відзначались премією «Бій вечора» і один раз — премією «Нокаут вечора».

## Статистика в змішаних бойових мистецтвах
| Результат | Противник             | Вага     | Спосіб                                | Раунд | Час  | Дата              | Місце                                | Подія                            | Примітки                                                                                  |
| --------- | --------------------- | -------- | ------------------------------------- | ----- | ---- | ----------------- | ------------------------------------ | -------------------------------- | ----------------------------------------------------------------------------------------- |
| Перемога  | Шарліс Олівейра       | 61-66 кг | Рішення суддів (одностайне)           | 3     | 5:00 | 6 липня 2013      | Лас-Вегас, США                       | «UFC 162»                        | Нагороджений премією «Бій вечора».                                                        |
| Поразка   | Жозе Алду             | 61-66 кг | Рішення суддів (одностайне)           | 5     | 5:00 | 2 лютого 2013     | Лас-Вегас, Невада, США               | «UFC 156»                        | Бій за титул чемпіона у напівлегкій ваговій категорії. Нагороджений премією «Бій вечора». |
| Поразка   | Бен Хендерсон         | 66-70 кг | Рішення суддів (роздільне)            | 5     | 5:00 | 11 серпня 2011    | Денвер, Колорадо, США                | «UFC 150»                        | Бій за титул чемпіона у легкій ваговій категорії.                                         |
| Поразка   | Бен Хендерсон         | 66-70 кг | Рішення суддів (одностайне)           | 5     | 5:00 | 26 лютого 2012    | Сайтама, Сайтама, Японія             | «UFC 144»                        | Втратив титул чемпіона у легкій ваговій категорії. Нагороджений премією «Бій вечора».     |
| Перемога  | Грей Мейнард          | 66-70 кг | Нокаут (удари кулаками)               | 4     | 3:54 | 8 жовтня 2011     | Х'юстон, Техас, США                  | «UFC 136»                        | Захистив титул чемпіона у легкій ваговій категорії. Нагороджений премією «Нокаут вечора». |
| Нічия     | Грей Мейнард          | 66-70 кг | Рішення суддів (роздільне)            | 5     | 5:00 | 1 січня 2011      | Лас-Вегас, Невада, США               | «UFC 125»                        | Захистив титул чемпіона у легкій ваговій категорії. Нагороджений премією «Бій вечора».    |
| Перемога  | Бі Джей Пенн          | 66-70 кг | Рішення суддів (одностайне)           | 5     | 5:00 | 28 серпня 2010    | Бостон, Массачусетс, США             | «UFC 118»                        | Захистив титул чемпіона у легкій ваговій категорії.                                       |
| Перемога  | Бі Джей Пенн          | 66-70 кг | Рішення суддів (одностайне)           | 5     | 5:00 | 10 квітня 2010    | Абу-Дабі, Об'єднані Арабські Емірати | «UFC 112»                        | Виграв титул чемпіона у легкій ваговій категорії.                                         |
| Перемога  | Метт Віч              | 66-70 кг | Підкорення (удушення руками)          | 2     | 2:22 | 5 грудня 2009     | Лас-Вегас, Невада, США               | «The Ultimate Fighter 10 Finale» | Нагороджений премією «Бій вечора».                                                        |
| Перемога  | Шон Шерк              | 66-70 кг | Рішення суддів (одностайне)           | 3     | 5:00 | 23 травня 2009    | Лас-Вегас, Невада, США               | «UFC 98»                         |                                                                                           |
| Перемога  | Гермес Франка         | 66-70 кг | Рішення суддів (одностайне)           | 3     | 5:00 | 19 липня 2008     | Лас-Вегас, Невада, США               | «UFC Fight Night 14»             | Нагороджений премією «Бій вечора».                                                        |
| Поразка   | Грей Мейнард          | 66-70 кг | Рішення суддів (одностайне)           | 3     | 5:00 | 2 квітня 2008     | Брумфілд, Колорадо, США              | «UFC Fight Night 13»             |                                                                                           |
| Перемога  | Спенсер Фішер         | 66-70 кг | Рішення суддів (одностайне)           | 3     | 5:00 | 17 листопада 2007 | Ньюарк, Нью-Джерсі, США              | «UFC 78»                         |                                                                                           |
| Перемога  | Марк Бочек            | 66-70 кг | Технічний нокаут (удари кулаками)     | 1     | 4:55 | 7 липня 2007      | Сакраменто, Каліфорнія, США          | «UFC 73»                         |                                                                                           |
| Перемога  | Тайсон Гріффін        | 66-70 кг | Рішення суддів (одностайне)           | 3     | 5:00 | 3 лютого 2007     | Лас-Вегас, Невада, США               | «UFC 67»                         | Виграв премію «Бій вечора».                                                               |
| Перемога  | Джим Міллер           | 66-70 кг | Рішення суддів (одностайне)           | 3     | 5:00 | 18 листопада 2006 | Атлантик-Сіті, Нью-Джерсі, США       | «Reality Fighting 14»            |                                                                                           |
| Перемога  | Дейвідас Таурошевічус | 66-70 кг | Рішення суддів (одностайне)           | 3     | 5:00 | 5 серпня 2006     | Уайлдвуд, Нью-Джерсі, США            | «Reality Fighting 13»            |                                                                                           |
| Перемога  | Стів Макабе           | 66-70 кг | Підкорення (удушення руками)          | 1     | 2:37 | 14 квітня 2006    | Атлантик-Сіті, Нью-Джерсі, США       | «Ring Of Combat 10»              |                                                                                           |
| Перемога  | Джером Айсіп          | 66-70 кг | Технічне підкорення (удушення руками) | 1     | 3:26 | 10 грудня 2005    | Хобокен, Нью-Джерсі, США             | «Sportfighting 2»                |                                                                                           |
| Перемога  | Марк Гетто            | 66-70 кг | Технічний нокаут (удари кулаками)     | 1     | 4:21 | 29 жовтня 2005    | Асбері Парк, Нью-Джерсі, США         | «Ring Of Combat 9»               |                                                                                           |
| Перемога  | Ерік Юреск            | 66-70 кг | Технічний нокаут (удари кулаками)     | 1     | 3:38 | 10 липня 2005     | Нью-Йорк, Нью-Йорк, США              | «UCL»                            |                                                                                           |